# Fadoro You
Fadoro You is een bestuurslaag in het regentschap Gunungsitoli van de provincie Noord-Sumatra, Indonesië. Fadoro You telt 758 inwoners (volkstelling 2010).